# 赫洛皮亞尼基
51°44′40″N 32°42′53″E / 51.74444°N 32.71472°E
赫洛皮亞尼基（烏克蘭語：Хлоп'яники），是烏克蘭北部的村莊，隸屬切爾尼希夫州的科留基夫卡區。該村始建於1350年，面積3.43平方公里，海拔高度177米，2001年人口719，人口密度每平方公里209.6人。